# Estonia (Schiff, 1980)
Die Estonia war eine RoPax-Ostseefähre, die am 28. September 1994 auf ihrem Weg von Tallinn nach Stockholm vor der finnischen Insel Utö sank. Der Untergang der Estonia ist mit 852 Opfern das schwerste Schiffsunglück der europäischen Nachkriegsgeschichte. Als Unglücksursache gilt laut offiziellem Untersuchungsbericht das sich im Sturm öffnende Bugvisier. Nur 137 Menschen überlebten.

## Konstruktion

### Planung
Ursprünglich war das Schiff von einer norwegischen Reederei für den Verkehr zwischen Norwegen und Deutschland beauftragt worden. Diese zog den Auftrag aber zurück. Der Vertrag wurde daraufhin mit der Reederei AB Sally, einem Partner des Reederei-Konsortiums der Viking Line, geschlossen. Die demselben Konsortium angehörende SF Line war ebenfalls an dem Schiff interessiert. Ursprünglich war das Schiff als Schwesterschiff der im Jahr 1979 von derselben Werft gebauten Diana II für die Rederi AB Slite konzipiert, den dritten Partner der Viking Line. Als AB Sally den Fertigungsauftrag übernahm, wurde das Schiff von 137 auf 155 Meter verlängert und das Design der Aufbauten wurde geändert.

### Bau
Das Schiff wurde 1980 von der Meyer Werft in Papenburg gebaut. Diese hatte schon in den 1970er Jahren zahlreiche Schiffe für die Viking Line gebaut. Wie damals bei RoRo-Schiffen üblich, bestand die Bugkonstruktion aus einem nach oben öffnenden Bugvisier und einer von ihm umschlossenen Bugrampe. Eine vergleichbare Bugkonstruktion wurde bei der 1979 fertiggestellten Diana II verwendet, deren Bugvisier bei einem Sturm am 16. Januar 1993 Schäden erlitt und als Reaktion auf den Untergang der Estonia im Oktober 1994 verschweißt wurde.
Auf dem Weg von der Bauwerft zur Nordsee musste das Schiff unter anderem die Friesenbrücke passieren. Wegen der Breite des Schiffes konnte es nur mittels Krängung unter der Brücke hindurchfahren.

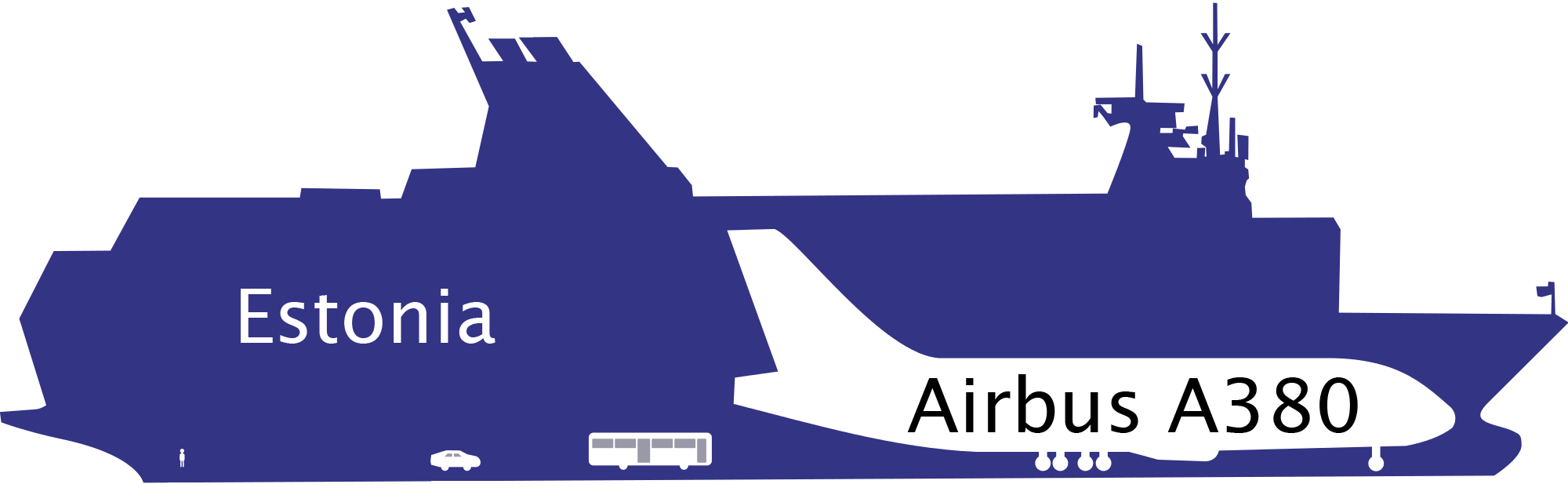
Größenvergleich der Estonia mit einem Menschen, einem Auto, einem Omnibus und einem Airbus A 380

| 9 | Brückendeck mit Kommandobrücke, Sonnendeck achteraus                                                                              |
| 8 | Wetterdeck mit Zugang zum Sonnendeck und zum Notstromgeneratorraum am Schornstein                                                 |
| 7 | Kabinen der Besatzung, Promenadendeck                                                                                             |
| 6 | Restaurant-Deck mit Buffet-Speisesaal, Restaurant und Bar; Außen- und innenliegende Passagierkabinen                              |
| 5 | Duty-free-Shops, Cafeteria, Snack Bar, Diskothek, Sitzgelegenheiten, Kinderspielzimmer, Außen- und innenliegende Passagierkabinen |
| 4 | Konferenz-Deck mit Konferenzräumen, Nachtclub, Kino, Außen- und innenliegende Passagierkabinen                                    |
| 3 | Fahrzeug-Plattform |
| 2 | Fahrzeug-Deck |
| 1 | Innenliegende Schiffskabinen, Maschinenräume                                                                                      |
| 0 | Sauna, Schwimmbecken, Konferenzräume                                                                                              |

## Einsatz

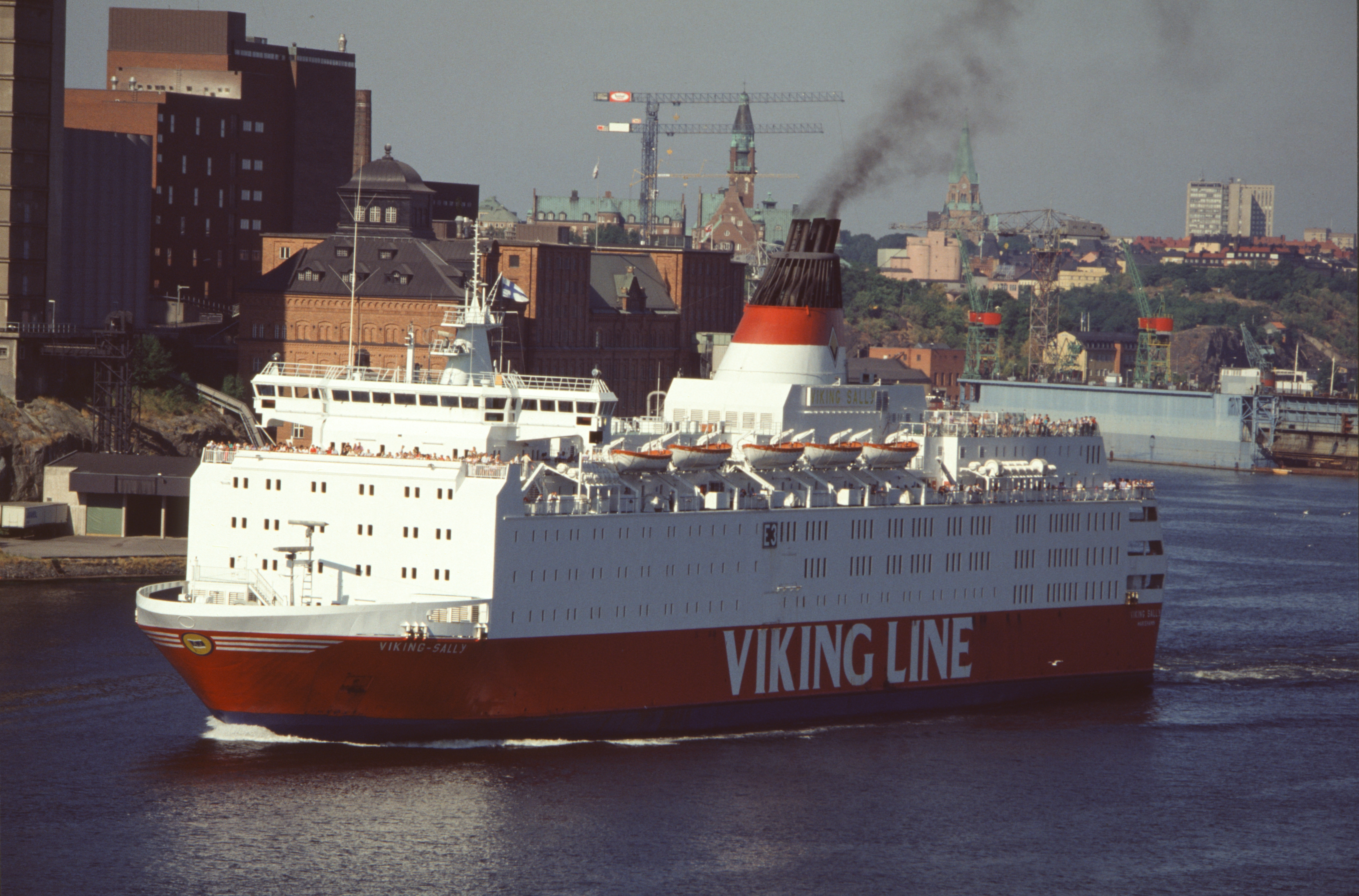
Das Schiff als Viking Sally

Das Schiff fuhr von 1980 bis 1990 für die finnische Viking Line als Viking Sally. Zu dieser Zeit ereignete sich auf dem Schiff ein bislang ungeklärter Kriminalfall: Im Juli 1987 wurde ein junges deutsches Paar mit schweren Verletzungen in seinen Schlafsäcken auf dem Helikopterdeck des Schiffes aufgefunden. Das Paar aus Westdeutschland wurde in ein Krankenhaus geflogen, wo der 20-jährige Mann für tot erklärt wurde. Die 22-jährige Frau überlebte mit schweren Verletzungen. Im September 2020 erklärte die finnische Polizei, sie habe neue Erkenntnisse zum Täter, auf deren Grundlage 2021 der Prozess beginnen sollte. Im Juni 2021 wurde der dänische Angeklagte vom finnischen Gericht in erster Instanz freigesprochen, da die vorgelegten Indizien nicht für eine Verurteilung reichten.
Von 1990 bis 1991 fuhr das Schiff bei Silja Line als Silja Star, von 1991 bis 1992 schließlich bei Wasa Line als Wasa King. Im Oktober 1992 wurde es an ein schwedisch-estnisches Joint Venture der Nordström & Thulin AB und der Estonian Shipping Co. verkauft und erhielt 1993 den Namen Estonia (die englische und lateinische Bezeichnung Estlands). Sie war zu dieser Zeit das größte und modernste Reiseschiff unter estnischer Flagge und bediente fortan die Route Stockholm–Tallinn im Liniendienst.
Am 20. Februar 1994 geriet die Estonia in die Schlagzeilen, nachdem an Bord 64 kurdische Flüchtlinge aus dem Irak kurz vor dem Ersticken aus einem Container gerettet wurden. Die Gruppe – darunter 26 Kinder – war neun Stunden lang ohne Lüftung in dem Behälter eingesperrt gewesen. Ein Matrose entdeckte die Flüchtlinge drei Stunden nach dem Ablegen in Tallinn, als sie verzweifelt gegen die Containerwände trommelten. In dem Behälter wurde eine Temperatur von 70 °C gemessen.

## Der Untergang
Die Estonia legte am 27. September 1994 mit geringfügiger Verspätung gegen 19:17 Uhr (planmäßige Abfahrt 19 Uhr) in der estnischen Hauptstadt Tallinn ab. Sie stand dabei unter dem Kommando von Kapitän Arvo Andresson. Ihr zweiter Kapitän Avo Piht befand sich, obwohl er eigentlich dienstfrei hatte, ebenfalls an Bord, weil er auf dieser Reise eine Lotsenprüfung ablegen sollte. Die Ankunft in Stockholm war für den nächsten Morgen um 9 Uhr geplant. Die Abfolge der Geschehnisse in jener Nacht konnte aufgrund der Aussagen von Überlebenden des Untergangs und des vom Rekorder auf der Fähre Silja Symphony aufgezeichneten Funkverkehrs nach dem Mayday-Notruf der Estonia einigermaßen gut rekonstruiert werden.
In schwerer See drang zu heute nicht mehr nachvollziehbarer Zeit nach Mitternacht Wasser in die Estonia ein. Gegen 00:55 Uhr nahm ein Mannschaftsmitglied einen lauten metallischen Schlag von der Bugrampe wahr. Untersuchungen ergaben später, dass die Scharniere des Bugvisiers bei der rauen See starken Belastungen ausgesetzt waren und während der Fahrt brachen. Kurz nach 1 Uhr bewegte sich das Bugvisier unter dem Einfluss der Wellen und öffnete dadurch konstruktionsbedingt auch die Bugrampe teilweise, so dass seitlich der Rampe Wasser eindringen konnte. Der wenig erfahrene Kapitän verringerte nicht die Fahrt, und gegen 01:15 Uhr brach das Bugvisier weg; große Wassermengen konnten ungehindert in das Schiff eindringen. Daraufhin bekam die Fähre starke Schlagseite und sank innerhalb kurzer Zeit. Unmittelbar nach dem ersten Notruf „Mayday“ um 01:22 Uhr, der von anderen in der Nähe befindlichen schwedischen und finnischen Schiffen (u. a. die Fähren Silja Symphony, Silja Europa, Viking Mariella, Viking Isabella, Finnjet und Finnmerchant) aufgefangen und unmittelbar von der Fähre Mariella beantwortet wurde, übernahm die Fähre Silja Europa die Koordination des Funkverkehrs mit der Estonia und den anderen in der Region befindlichen Schiffen. Direkt nach dem Notruf wurde auf der Silja Europa der Kapitän Esa Mäkelä geweckt, der sofort die Koordination der Rettungsmaßnahmen übernahm. Zunächst erfolgte der Funkverkehr mit der Estonia auf Englisch, danach auf Bitte der Estonia auf Finnisch, wobei die Estonia mitteilte, dass ein Blackout vorliegt und die Fähre mit 20 bis 30 Grad rechts (Steuerbord) starke Schlagseite habe. Die Estonia bat die Silja Europa, zu Hilfe zu kommen und auch die Schiffe der Viking Line zu informieren und zur Estonia zu beordern, woraufhin die Silja Europa der Estonia mitteilte, dass man sofort Rettungsmaßnahmen einleite. Um 01:24 erfolgte ein zweiter Notruf, der auch von der finnischen Küstenwache in Turku empfangen wurde, die um 01:26 Alarm auslösten und das Küstenwachschiff Tursas sowie um 01:35 den Rettungshelikopter in Turku zum Unglücksort beorderten. Kurz darauf riss der Funkkontakt zur Estonia um 01:29 Uhr ab, es gelang jedoch der Silja Europa noch, die genaue Position der Estonia zu erfragen, da anfänglich nach dem Notruf unklar war, wo sich die Estonia aktuell befindet. Bereits kurze Zeit später verschwand die Estonia von den Radarschirmen der umliegenden Schiffe und der Militäranlagen an Land und auf Inseln. Per Funk teilte die Mariella mit, dass sie Kurs auf die Unglücksstelle nehmen. Um 01:52 löste auch die schwedische Küstenwache Alarm aus und schickte Rettungshelikopter los.
Es gibt unterschiedliche Zeugenaussagen, wie und wann Alarm gegeben wurde. Gegen 01:15 Uhr soll es eine Lautsprecherdurchsage in estnischer Sprache gegeben haben, Häire, häire, laeval on häire! („Alarm, Alarm, auf dem Schiff ist Alarm!“). Andere Zeugen berichten von der verschlüsselten Durchsage des Feueralarms Mr. Skylight Number One and Number Two. Nach Aussage eines überlebenden Schiffsingenieurs soll unmittelbar nach dieser Durchsage der allgemeine Evakuierungsalarm ausgelöst worden sein.

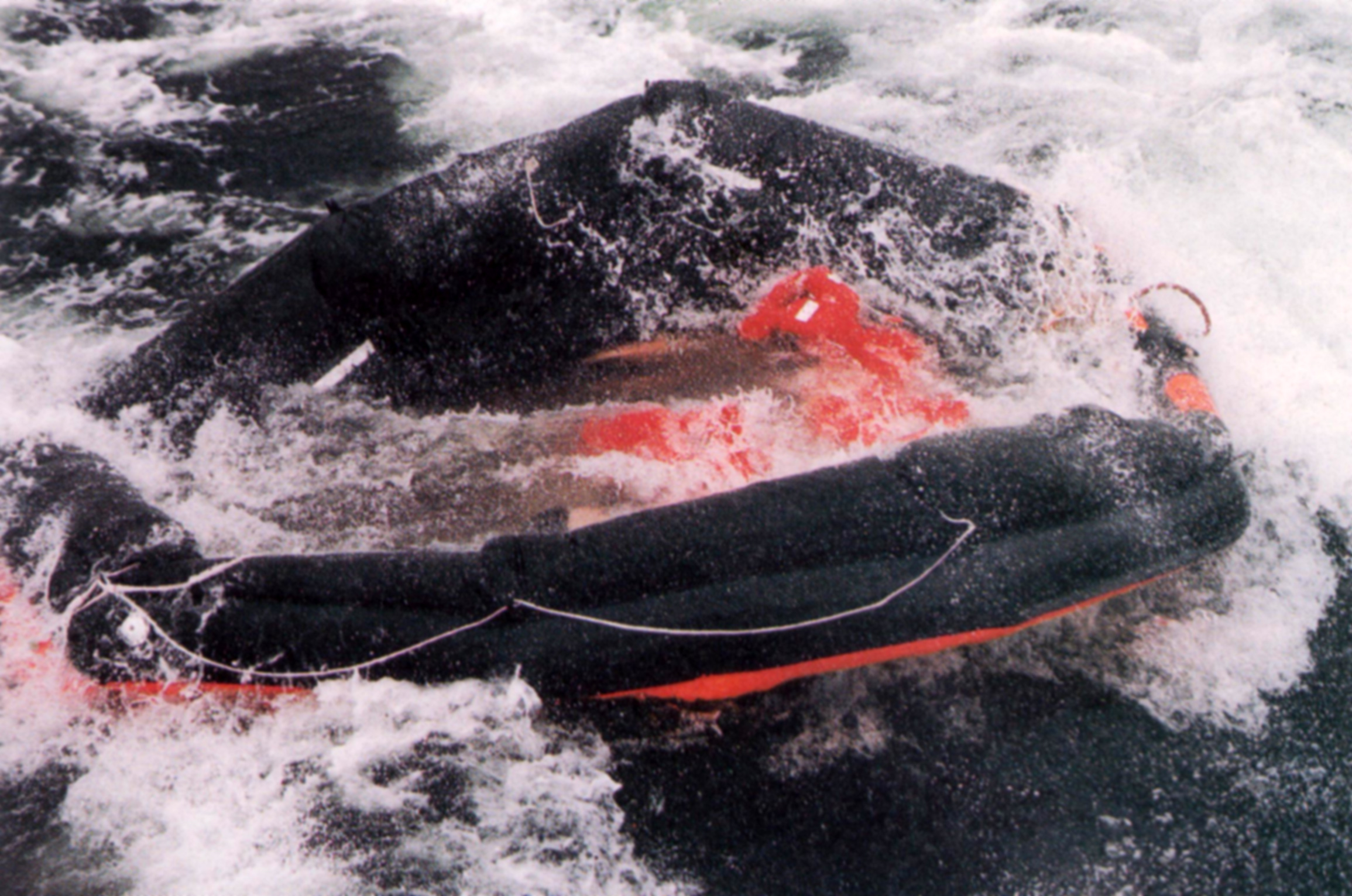
Rettungsinsel der Estonia

Um 02:05 Uhr bestimmte MRCC Turku per Funk den Kapitän der Silja Europa zum Koordinator der Rettungsmaßnahmen vor Ort (OSC). Da sich der Unglücksort in einem relativ stark befahrenen Seegebiet befindet, war 50 Minuten nach dem ersten Notruf um 02:12 Uhr die Mariella am Unglücksort – zum Zeitpunkt des Notrufes war sie etwa 9 Seemeilen von der Estonia entfernt. Als die Mariella eintraf, sah man zahlreiche Lichter im Wasser, und es stellte sich als schwierig heraus, die Menschen aus dem Wasser zu retten, weil die Gefahr bestand, mit Personen zu kollidieren oder diese zu überfahren – die Mariella ließ daher Rettungsmittel ins Wasser, insbesondere Rettungsinseln, denn sehr starker Wellengang bis zu 10 m Höhe behinderte die Rettungsmaßnahmen. Die Silja Europa informierte alle an den Rettungsmaßnahmen beteiligten Schiffe über die Feststellungen der Mariella und dass die Estonia gesunken sei. Sie forderte alle in der Nähe befindlichen Fähren auf, an die Unglücksstelle zu kommen, und gab dazu die Position der Mariella durch; sie informierte darüber auch MRCC Turku, der unmittelbar den Katastrophenfall auslöste und erhielt von dort die Anweisung, dass das Helikopterdeck vorbereitet werden soll, damit die entsandten Rettungshelikopter aus Finnland und die beiden aus Schweden, sobald sie eintreffen, Überlebende aus dem Wasser bergen und dann an die Silja Europa übergeben können. Um 02:30 war auch die Silja Europa vor Ort, und innerhalb einer weiteren Stunde trafen alle übrigen Fähren ein. Um 02:52 Uhr kontaktierte MRCC Turku das finnische ARCC in Tampere, das in Finnland für SAR-Flugeinsätze zuständig ist, und beorderte darüber Helikopter der finnischen Marine zur Rettung nach vor Ort. Aufgrund der langen Anflugstrecken erreichte erst um 03:05 Uhr der erste Helikopter die Unfallstelle. Lediglich 137 Menschen überlebten das Unglück. Die meisten Passagiere konnten das sinkende Schiff nicht verlassen, da ihnen keine Zeit mehr zur Flucht ins Freie blieb. Ein Teil der Passagiere, denen dennoch die Flucht von Bord der Estonia gelang, starb im etwa 13 °C kalten Wasser der Ostsee oder auf den Rettungsinseln an Unterkühlung. Mindestens 852 Menschen starben bei der Schiffskatastrophe; nur 94 von ihnen wurden geborgen.
Die ertrunkenen Fahrgäste kamen aus Belarus, Dänemark, Deutschland, Estland, Finnland, Frankreich, Kanada, Lettland, Litauen, Marokko, den Niederlanden, Nigeria, Norwegen, Russland, Schweden, der Ukraine und dem Vereinigten Königreich.
Junge Menschen und insbesondere junge Männer überlebten das Unglück zu einem größeren Anteil als die übrigen Passagiere. Während 485 der 989 Personen an Bord Frauen waren (49 %), waren unter den 137 Überlebenden nur 26 Frauen (19 %). Während sich von den 60 jungen Männern im Alter von 20 bis 24 an Bord 26 (43 %) retten konnten, gelang dies nur 4 von insgesamt 40 (10 %) Frauen gleichen Alters. Von den 15 Kindern (Alter unter 15 Jahre) überlebte nur ein Junge. Besonders hoch waren die Verluste unter den 301 Personen im Alter von mindestens 55 Jahren. Von ihnen konnten sich nur 7 retten, darunter 5 im Alter unter 65 und keiner über 75 Jahre.
Zahlreiche der Überlebenden litten lange an psychischen Folgen. Laut einer 2011 publizierten Studie, in der Überlebende 14 Jahre nach dem Unglück befragt wurden, berichteten 27 % über signifikante Symptome psychischer Probleme.

## Untersuchungen zur Unglücksursache
Wie der Wassereinbruch zustande kam, ist nicht zweifelsfrei geklärt. Es gibt hierzu verschiedene Theorien, vom Eindringen des Wassers durch das Bugvisier bis hin zur Vermutung eines Lecks unterhalb der Wasserlinie.

### Untersuchungsbericht von 1997
Unmittelbar nach dem Untergang bildeten die Staaten Schweden, Estland und Finnland eine Untersuchungskommission, die die Ursachen für den Untergang ergründen sollte. Die Kommission ermittelte bis ins Jahr 1997 und veröffentlichte einen Untersuchungsbericht.
Dieser kam zu dem Ergebnis, dass der Verschlussmechanismus des Bugvisiers durch die Wucht der Wellen versagte und an den Gelenken brach. Die Estonia sei zuvor nur zwei Mal in vergleichbar schlechtem Wetter eingesetzt gewesen; man könne deshalb annehmen, dass die Wetterbedingungen in der Unglücksnacht die schwersten waren, denen die Estonia je ausgesetzt gewesen sei. Der Verschlussmechanismus sei zu schwach ausgelegt gewesen. Als das Schiff gebaut wurde, habe es noch keine ausreichenden Erfahrungen für derartige Konstruktionen gegeben. Zwischenfälle mit Bugvisieren vergleichbarer Schiffe seien weder systematisch gesammelt und ausgewertet worden noch hätten sie zur Inspektion bestehender Schiffe geführt.
Zum Kentern führten schließlich die großen Wassermengen auf dem Fahrzeugdeck, die durch die auf voller Breite offene Konstruktion begünstigt wurden. Die beim Bau genehmigte Abweichung von dem SOLAS-Übereinkommen, der zufolge die Schotten nicht nach oben verlängert werden mussten, könnte ebenfalls beigetragen haben.
Die Handlungen der Besatzung hätten gezeigt, dass man sich des offenen Bugs nicht bewusst war, eine sofortige Verringerung der Geschwindigkeit hätte die Überlebenschancen drastisch erhöht. Im Unterschied zu anderen Zwischenfällen mit Bugvisieren konnte auf der Estonia das Bugvisier nicht von der Brücke aus eingesehen werden; dieser Faktor trug der Kommission zufolge wesentlich zum Unglück bei. Auch die Sensoren am Visier waren so angebracht, dass sie selbst dann noch einen geschlossenen Zustand anzeigten, als das Visier bereits vollständig abgerissen war. Es gäbe zudem Hinweise darauf, dass die Besatzung nicht alle Möglichkeiten nutzte, sich ein Bild der Situation zu verschaffen, so wurde das Bild von Überwachungskameras nicht überprüft, die anzeigten, dass sich Wasser auf dem Fahrzeugdeck befand.
Die Meyer Werft sah sich Vorwürfen von Konstruktionsmängeln ausgesetzt und wehrte sich dagegen in einem eigenen Gutachten. In diesem wurde kritisiert, dass wichtige Beweismittel unter Verschluss gehalten wurden. Zu diesen zählen Teile der Aufnahmen, die durch einen Unterwasserroboter von den verstreuten Wrackteilen am Meeresboden gemacht worden waren. Zentrales Ergebnis war, dass das Bugvisier der Estonia nicht durch Seegang gelöst, sondern durch mindestens zwei Detonationen unterhalb der Wasserlinie abgesprengt wurde (siehe unten).
Anfangs wollte die schwedische Regierung die gesamte Fundstelle des Wracks mit allen Wrackteilen in einen Beton-Sarkophag einschließen lassen, um die Totenruhe zu wahren. Dies hätte weitere Untersuchungen weitgehend unmöglich gemacht. Allerdings können laut dem finnischen Estonia-Ermittler Kari Lehtola normale Taucher, ebenso wie die finnische Marine, in dieser Tiefe von über 60 Metern gar nicht arbeiten. 65 Millionen D-Mark (rund 33 Millionen €) hätten die Kosten dieser Aktion betragen. Doch noch bevor der Plan in Stockholm abgesegnet worden war, transportierten Schiffe Tonnen von Geröll und Schutt herbei und schütteten sie über die Estonia. Erst massive Proteste von schwedischen Bürgern und Angehörigen stoppten das Unternehmen. Daraufhin wurde ein Bannmeilenabkommen geschlossen, das ein Sperrgebiet um das Wrack der Estonia legt. Beigetreten sind acht von neun Ostseeanrainerstaaten und Großbritannien. Lediglich Deutschland trat nicht bei, mit dem Hinweis, dass Sonderregelungen für spätere Ermittlungen zur Ursache fehlen.
Ein am 10. März 2006 veröffentlichter Bericht einer vom estnischen Generalstaatsanwalt eingesetzten Expertenkommission kam zu dem Ergebnis, dass eine Reihe von Unstimmigkeiten und Widersprüchen im Abschlussbericht der offiziellen Untersuchungskommission aus dem Jahr 1997 nicht ausreichend untersucht worden sei, dass es aber keinen Hinweis darauf gebe, dass dies böswillig erfolgt sei. Der Bericht gab Anlass zur Spekulation, dass eine neue unabhängige Untersuchung des Unglücks angeordnet würde.
Im Jahr 2006 leitete Schwedens Justizkanzler Göran Lambertz eine neue Untersuchung über mögliche Vertuschungsversuche durch die Regierung ein. Er begründete seinen Schritt mit Berichten, wonach das Wrack kurz nach dem Untergang mit Wissen der Regierung in einer Geheimaktion untersucht worden sei. Davon hatte der schwedische Militärtaucher Håkan Bergmark bereits Ende 1999 in einem TV-Interview mit der Journalistin Jutta Rabe berichtet. Das deutsche Nachrichtenmagazin Der Spiegel hatte damals die Veröffentlichung des Gesprächs abgelehnt.

### Neue Untersuchungen von 2020 bis 2024
Im September 2020 berichteten Dokumentarfilmer, die einen Tauchroboter zum Wrack geschickt hatten, über ein zuvor unbekanntes 4 × 1,20 Meter großes Loch im Schiffsrumpf auf Steuerbordseite, woraufhin der estnische Ministerpräsident Jüri Ratas eine neue Untersuchung zum Untergang der Fähre forderte. Die beiden schwedischen Mitglieder der Filmexpedition wurden in ihrem Heimatland wegen Störung der Totenruhe angeklagt, später aber freigesprochen, da der Tauchgang in internationalen Gewässern und von einem deutschen Schiff aus durchgeführt worden war. Ein Berufungsgericht hob den Freispruch wieder auf und verwies den Fall zurück an die Erstinstanz in Göteborg, dort wurden die beiden Dokumentationsfilmer im September 2022 dann schuldig gesprochen, den Grabfrieden verletzt zu haben.
Nach Studium der Filmaufnahmen und Gesprächen mit Überlebenden empfahlen die Unfallkommissionen der Länder Schweden, Estland und Finnland im Dezember 2020 neue Untersuchungen an der Unglücksstelle. Der schwedische Innenminister Mikael Damberg kündigte daraufhin an, das internationale Abkommen zur Grabesruhe im ersten Halbjahr 2021 insoweit zu ändern, dass Untersuchungen des Wracks möglich werden. Für Juli 2021 kündigte die schwedische Havariekommission erste Voruntersuchungen an.
Schweden änderte Gesetze, um Untersuchungen zu legalisieren; diese Änderungen traten Anfang Juli 2021 in Kraft. Daraufhin erfolgten Untersuchungen des Wracks mit Echolot, Sonar und Unterwasserroboter mit Kamera bis zum 18. Juli. Dabei wurden keine neuen Beweise gefunden, die dem Untersuchungsbericht widersprechen. Die wahrscheinlichste Erklärung für das Loch in der Außenhülle sei, dass es beim Aufprall auf dem felsigen Meeresgrund entstanden sei. Eine separate, im September 2021 durchgeführte und von Angehörigen der Opfer finanzierte Expedition hat noch keine Ergebnisse veröffentlicht. Im Frühsommer 2022 fand der zweite Teil der staatlichen Untersuchung statt. Dabei wurde ein 3D-Laserscan und Photogrammetrie mit über 20.000 Fotos des Wracks gemacht. Die Bugrampe und weitere Materialproben wurden im Juli 2023 geborgen und untersucht.
Im Februar 2024 erklärte die schwedische Staatsanwaltschaft das endgültige Ende der Ermittlungen. Hinweise auf eine Straftat lägen nicht vor.

### Waffentransporte
Ende 2004 gab ein schwedischer Zollbeamter gegenüber Medien zu Protokoll, vor dem Untergang seien Militärelektronik und Waffenteile aus dem russischen Raum auf die Estonia gebracht worden und diese Transporte habe man nicht kontrollieren dürfen. Dies sei mehrmals praktiziert worden und sei von höheren Stellen angeordnet gewesen. Auf den Ladelisten bei der Unglücksfahrt wurden Unstimmigkeiten festgestellt.
Die Untersuchungen wurden Ende 2004 deshalb offiziell wiederaufgenommen. Unter anderem räumte das schwedische Militär ein, dass militärische Ausrüstung mit zivilen Fähren befördert worden sei.
Am 13. Dezember 2006, dem letzten Arbeitstag des parlamentarischen Untersuchungsausschusses in Estland, der die Hintergründe und Fakten recherchieren sollte, die es im Fall des Transports militärischer Güter auf der Estonia gab, räumte der ehemalige estnische Außenminister Trivimi Velliste überraschend ein, dass Mitglieder der Regierung von den Transporten gewusst hatten. Velliste, der ab 1994 Mitglied des estnischen Parlaments war und im Untersuchungsausschuss mitgewirkt hatte, bestritt seine Aussage kurz darauf wieder. Die Vorsitzende des parlamentarischen Untersuchungsausschusses, Evelyn Sepp, verweigerte ihre Unterschrift unter den Abschlussbericht des Ausschusses und forderte eine neue Untersuchung der Unglücksursache.

### Simulation
Im März 2005 gab die schwedische Regierung unter Premierminister Göran Persson bekannt, dass eine erneute Untersuchung mittels Computersimulation international ausgeschrieben wurde. Die TU Hamburg führte danach die Computersimulationen zum Unglückshergang durch. Die Forscher nutzten dafür das Simulationsprogramm Rolls für Schiffsunglücke.
Es konnte gezeigt werden, dass die bei schwerem Seegang und hoher Geschwindigkeit auftretenden Kräfte bei Weitem die Werte überstiegen, für die das Bugscharnier ausgelegt war. Eine Sprengung des Scharniers, über deren Möglichkeit spekuliert worden war, war dazu nicht notwendig. Vermutlich riss das Bugvisier bereits gegen 1:00 Uhr vollständig ab, und die Tragödie dauerte 14 Minuten länger als zunächst angenommen. Auch die Rampe hinter dem Bugvisier, die als Schutzwand fungierte, muss aufgerissen worden sein, weil sonst der starke Wassereinbruch auf das Ladedeck nicht verständlich wäre. Die Nautiker, die von der Kommandobrücke aus keinen Blick auf das Bugvisier hatten, sich aber vermutlich des Ausmaßes des Unglücks bewusst waren, drehten in einem Manöver das Schiff mit der Schlagseite in den Wind, damit es sich durch die Naturkräfte (Wind und Wellenrichtung) wieder aufrichte. Jedoch bewegten sich dabei die eingedrungenen Wassermassen in die entgegengesetzte Richtung, so dass die Fliehkräfte die Schlagseite nach Steuerbord noch verstärkten (01:20 Uhr: 50°). Das Schiff legte sich um 01:32 Uhr endgültig auf die Seite, und die hinteren großen Fenster barsten, sodass noch mehr Wasser ins Innere dringen konnte. Das Schiff kenterte.
Zudem ergab die Simulation, dass bei einer derartigen Schräglage die meisten Passagiere keine Chance hatten, über die Fluchtwege aus dem Inneren des Schiffes an Deck zu gelangen. Die Simulation zeigte auch, dass die Bestimmungen der IMO für kombinierte Passagier-Auto-Fähren nicht ausreichend sind.

### Attentatstheorien
Nach dem Untergang der Estonia gab es Schifffahrtsexperten und Journalisten, die die offizielle Unglücksursache der Tragödie zu widerlegen versuchten. So wurde beispielsweise behauptet, in der von der Untersuchungskommission angegebenen Zeit zwischen dem Abreißen des Bugvisiers und der Havarie des Schiffes habe die zum Sinken notwendige Wassermenge gar nicht eindringen können.
Zudem wurde behauptet, die JAIC habe mehrere Zeugenaussagen außer Acht gelassen, das Wasser sei zunächst in das unter dem Fahrzeugdeck gelegene Deck 0 eingedrungen, und das abgerissene Bugvisier könne gar nicht die Unglücksursache gewesen sein.
Außerdem sei es am 27. September 1994 gegen 18 Uhr möglicherweise zu einer Bombensuche an Bord der Estonia gekommen. Dies habe ein estnischer Kadett in einem im Januar 2000 ausgestrahlten Interview mit dem Nachrichtenmagazin Spiegel TV behauptet. Auf dem Schulschiff Linda habe er gegen 19:30 Uhr über Funk erfahren, die Offiziere der Estonia seien von der Hafenkontrolle nach dem Ergebnis der Suche nach einer Bombe gefragt worden. Ein Offizier der Estonia habe geantwortet, man habe nichts gefunden.
Es gab Spekulationen, Mitarbeiter eines Geheimdienstes (zum Beispiel KGB oder CIA) oder einer Regierung (zum Beispiel Russland, Finnland, Schweden) könnten mit dem Untergang zu tun haben.
Im Dezember 1999 kam eine von der Meyer Werft berufene Expertengruppe zu dem Ergebnis, dass das Bugvisier der Estonia nicht, wie offiziell festgestellt, durch Seegang gelöst, sondern durch mindestens zwei Detonationen unterhalb der Wasserlinie abgesprengt worden sei. Nach Angaben des Hamburger Kommissionsmitglieds Kapitän Werner Hummel seien auf Videos, die Taucher am Wrack drehten, deutlich zwei Sprengstoffpakete zu sehen, die nicht detoniert waren. Metallstücke, die von einem privaten Tauchunternehmen geborgen wurden, wurden von drei unabhängigen Instituten untersucht, die Metallstrukturveränderungen fanden, die sich laut deren Ergebnissen nur auf eine Explosion zurückführen ließen. Eine umfassendere Untersuchung der Bundesanstalt für Materialforschung und -prüfung kam dagegen zu dem Ergebnis, dass die Deformationsspuren nicht Folge einer Explosion, sondern einer normalen Rostschutzbehandlung seien.

### Theorie der Kollision mit einem U-Boot
Der ehemalige Leiter einer späteren Estonia-Untersuchungskommission, Margus Kurm, hält es für wahrscheinlich, dass der im Jahr 2020 dokumentierte Riss im Schiffsrumpf durch den Zusammenstoß mit einem U-Boot verursacht wurde.

### Prozess
Im Juli 2019, fast 25 Jahre nach dem Untergang der Estonia, wies ein französisches Gericht in Nanterre Zivilklagen gegen die deutsche Meyer Werft und die französische Prüfgesellschaft Bureau Veritas ab. Die Prüfer hatten die Fähre als seetüchtig eingestuft. Laut Gericht konnten die Kläger kein grobes oder vorsätzliches Fehlverhalten der Beklagten nachweisen. Über 1000 Kläger – darunter Überlebende und Angehörige der Opfer – hatten über 40 Millionen Euro Schadensersatz verlangt.

### Organisationswissenschaftliche Untersuchung
Zum 30. Jahr nach dem Untergang wurde der Fall der Estonia im Rahmen einer soziologischen Organisationsstudie neu analysiert. Die Arbeit des Hamburger Organisationsprofessors Marcel Schütz – der bereits zur Vorgeschichte des ICE-Zugunglücks von Eschede und zum Absturz der Swissair 111 geforscht hatte – betrachtet eine kritische Entwicklung interorganisationaler und informaler Abläufe vor und nach dem Schiffsunglück. Es wird rekonstruiert, wie die außergewöhnliche Tragweite des Untergangs, der mit organisationaler Devianz und technologischer Defizienz in Verbindung steht, eine verstehende Akzeptanz in der Umwelt hemmt. Dies wird anhand von Auslöse-, Stimulations- und Verstärkungseffekten im Zusammenhang mit den staatlichen Untersuchungsaktivitäten und einer Alternativaufklärung, wozu insbesondere Verschwörungstheorien zählen, herausgearbeitet. Die Fallstudie kommt zu dem Ergebnis, dass in dem zum Mythos gewordenen Estonia-Komplex offizielle Untersuchungen und konspirativtheoretische Spekulationen deshalb kein Ende finden, weil die kommunikative Überlagerung mit informalen und interorganisationalen Strukturen eine abschließende Plausibilisierung der Erklärung dieser Katastrophe blockiert.

## Gedenkstätten
Die Estonia wurde nicht gehoben, damit die Ruhe der Toten im Wrack nicht gestört wird. In Estland und in Stockholm gibt es mehrere Gedenkstätten zur Erinnerung an die Opfer des Untergangs. Die Gedenkstätten sind kommunale Gedenkstätten, die nicht nur den Angehörigen, sondern allen Besuchern offenstehen und darüber hinaus in regionale Tourismuskonzepte mit einbezogen werden.

### Estonia-Gedenkstätten in Estland

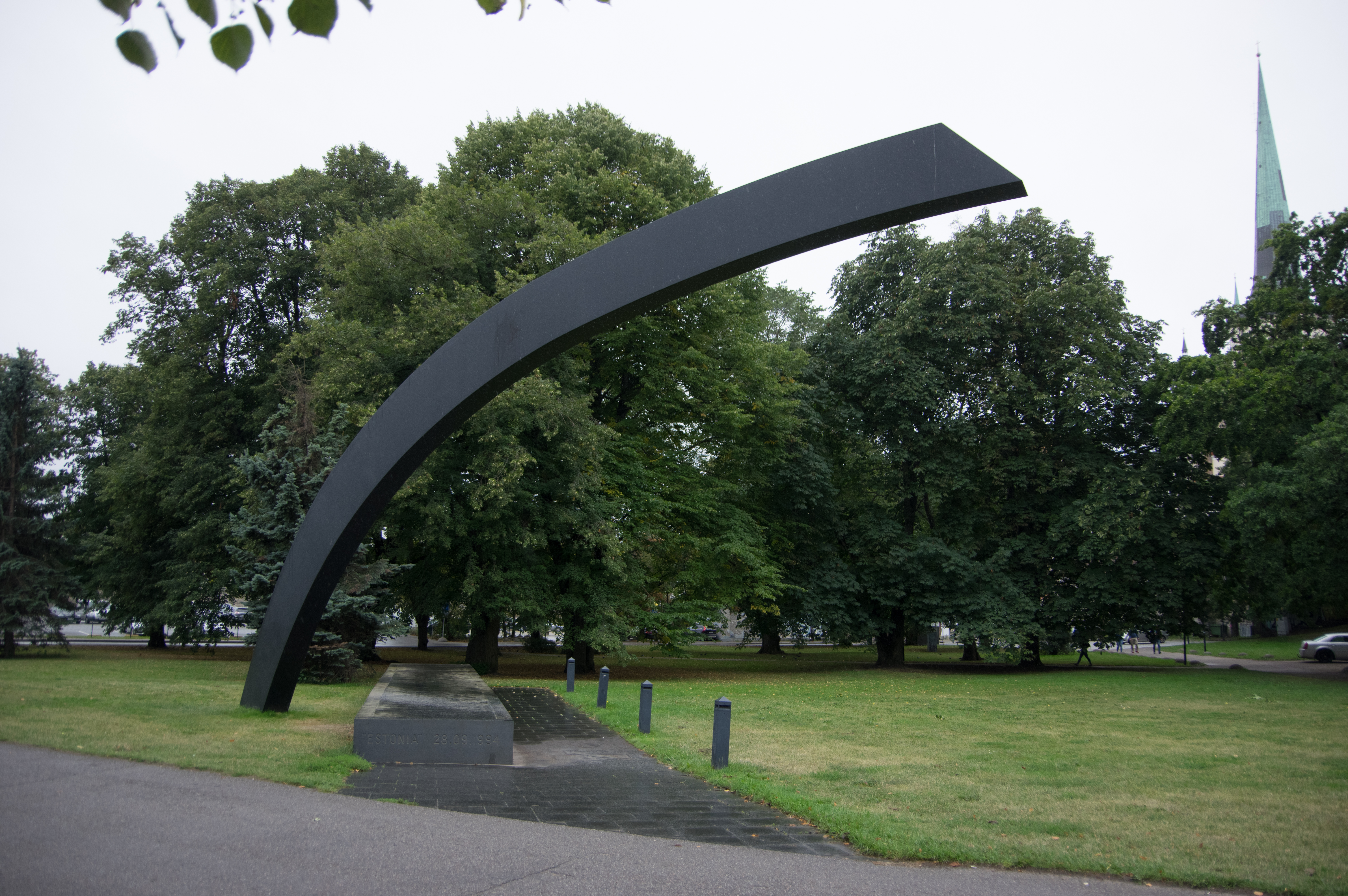
Das Denkmal in Tallinn

Am nördlichen Rande der Altstadt von Tallinn steht in der Nähe des Wehrturms „Dicke Margarete“ die am 28. September 1996 von dem Bildhauer Villu Jaanisoo aus schwarzem Granit fertiggestellte Skulptur „Katkenud liin“ (dt. Unterbrochene Linie). Eine „Wasserstraße“ führt in einem weiten Bogen von einer Anhöhe zu einem Abgrund, bricht darüber ab. Weit jenseits der Bruchstelle setzt sich der Bogen fort, und die „Wasserstraße“ stürzt in das Erdreich hinein. Unter diesem herabstürzenden Bogen befindet sich ein mit schwarzem Granit eingefasstes langes Blumenbeet mit der Inschrift „Estonia 28. September 1994“. Die Wiese auf der Anhöhe, auf der die Skulptur beginnt, ist von schwarzem Granit umgeben, der die gleiche Inschrift trägt. Unter der oberen Abbruchstelle ruht eine schwarze Granitplatte, auf der die Namen der Ertrunkenen verzeichnet sind. Die Angehörigen legen hier und auf dem darüber stehenden Bogen Blumen, Kränze und Windlichter nieder. Der Name dieser Skulptur ist der Mathematik entnommen.
Zur Einweihung der Gedenkstätte in Tallinn gestalteten die Künstler Riho Luuse und Jaan Saar einen Briefumschlag mit einem Sonderstempel, auf dem die Estonia abgebildet ist und der die Inschrift trägt: „28. September 1996 Tallinn EESTI POST“.
Weitere Estonia-Gedenkstätten befinden sich an den folgenden Orten:
- Die Gedenkstätte der Insel Abruka (dt. Abro) steht auf dem Inselfriedhof. Sie ist den fünf Inselbewohnern gewidmet, die bei dem Unglück der Estonia umgekommen sind.
- Die Gedenkstätte auf der Insel Hiiumaa (dt. Dagö) steht am Strand der Halbinsel Tahkuna in der Nähe des Leuchtturms an jener Stelle von Estland, die der Unglücksstelle der Estonia am nächsten liegt. Von hier aus hat man einen weiten Blick über das Meer. Die Gedenkstätte wurde im Jahr 1995 von Mati Karmin errichtet, hat eine Höhe von neuneinhalb Metern und ist denjenigen Kindern gewidmet, die auf der Estonia umgekommen sind. Aus einem Steinhaufen ragt eine schräggestellte filigrane Skulptur empor, die aus vier schmalen rostenden Stahlträgern gebildet wird, die oben von einem Quadrat aus vier schmalen Stahlträgern abgeschlossen wird. In diesem offenen Quadrat hängt ein langes versilbertes Stahlkreuz, das schwingend befestigt ist und am unteren Ende eine Bronzeglocke trägt. Trauernde, die zu der Gedenkstätte kommen, können einen Stein auf dem Steinhaufen niederlegen und die Glocke anschlagen, um den Verstorbenen emotional näher zu kommen. Bei Sturm fängt die Glocke an zu läuten; das weckt bei den Trauernden die Empfindung, dass die Seelen der Verstorbenen diese Glocke zum Läuten bringen. Deshalb wird die Bronzeglocke auch als „Seelenglocke“ bezeichnet.
- Die Gedenkstätte in der Stadt Pärnu (dt. Pernau) mit einer zwölf Meter hohen Skulptur wurde im Jahr 1997 ebenfalls von Mati Karmin und Tiit Trummal errichtet. Ein langes mit Granit eingefasstes Kiesbeet führt zu einer erhöhten quadratischen Plattform; darauf steht ein schwarzer Gedenkstein, über den sich ein filigraner schwarzer „Baldachin“ erhebt, der aus zwei ineinander verschränkten „Toren“ aus Stahl gebildet wird. In dem Baldachin schwebt ein schrägliegendes versilbertes Stahlkreuz.
- Die Gedenkstätte in der Stadt Võru (dt. Werro) steht in der Grünanlage „Seminari väljak“ neben der Kirche „Katariina kirik“. Die Skulptur zeigt einen stark geneigten schwarzen Granitblock, der im Boden „untergeht“. Aus dem Granitblock ragen zwei zusammengelegte „betende Hände“ (nach einem Motiv von Albrecht Dürer) heraus. Neben der Skulptur steht ein schlankes weißes Kreuz. Die Gedenkstätte wurde im Jahr 1996 von dem Bildhauer Mati Karmin fertiggestellt und nennt die Namen der 70 Bürger der Stadt Võru, die bei dem Untergang der Estonia umgekommen sind.
- Die Gedenkstätte auf der größten estnischen Insel Saaremaa (dt. Ösel) ist an der Nordküste errichtet, an der Stelle der Insel, die der Route der Estonia am nächsten war. Sie ist den umgekommenen Inselbewohnern gewidmet.

Die Gedenkstätten tragen den Namen „Estonia hukkunute mälestusmärk“.

### Estonia-Gedenkstätten in Schweden

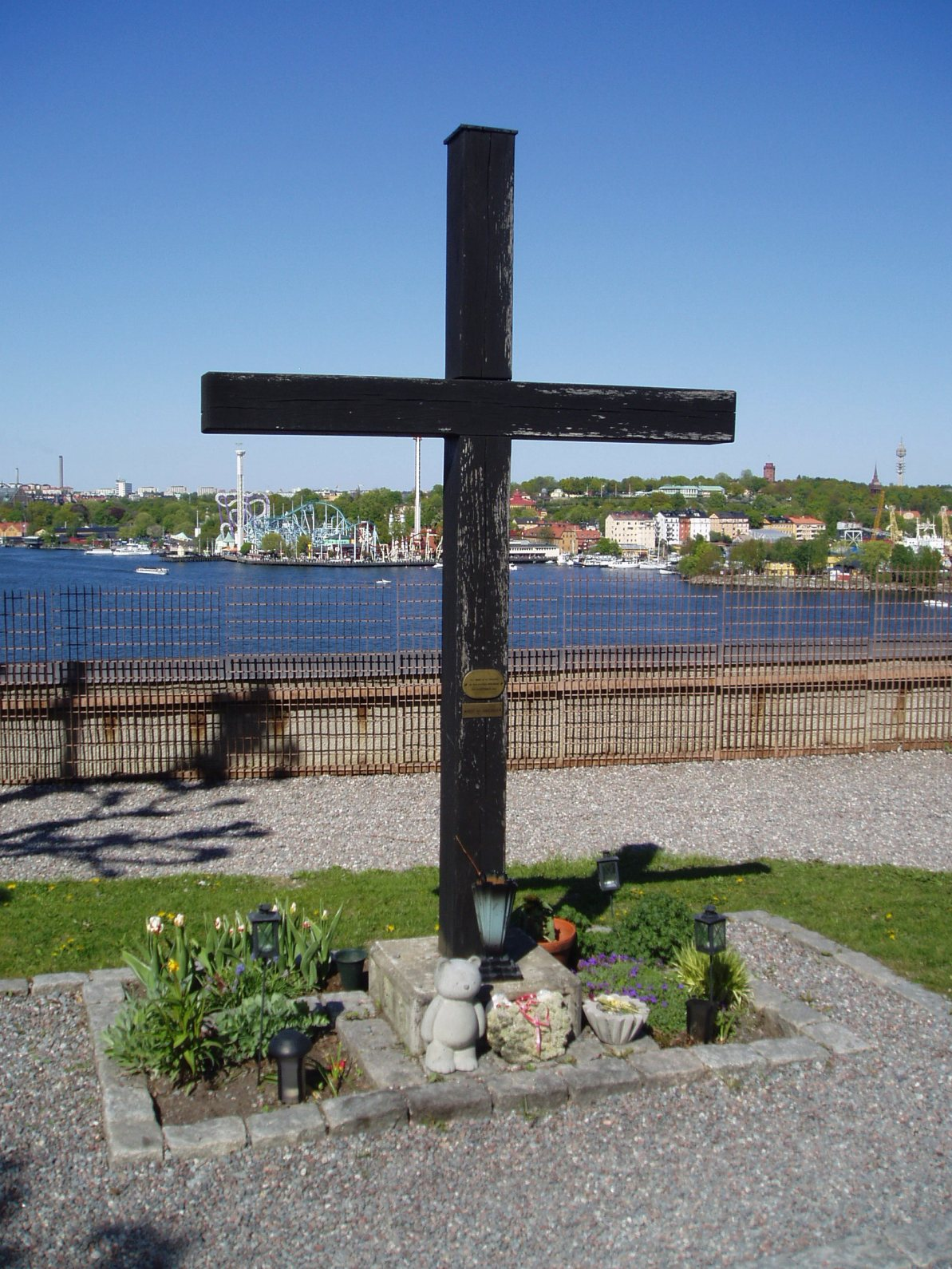
Estonia-Gedenkkreuz beim Ersta-Hospital in Södermalm

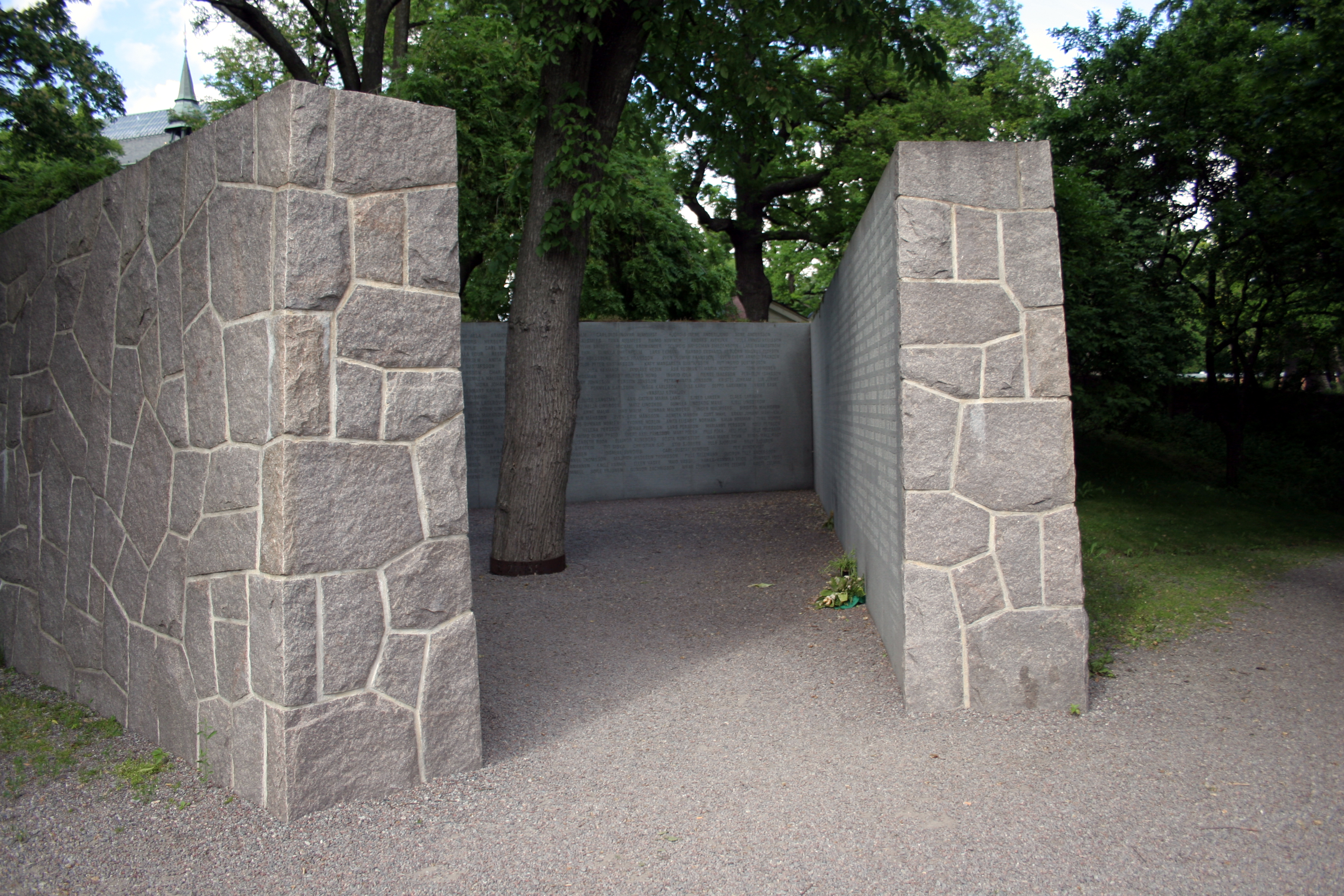
Estonia-Gedenkstätte in Stockholm

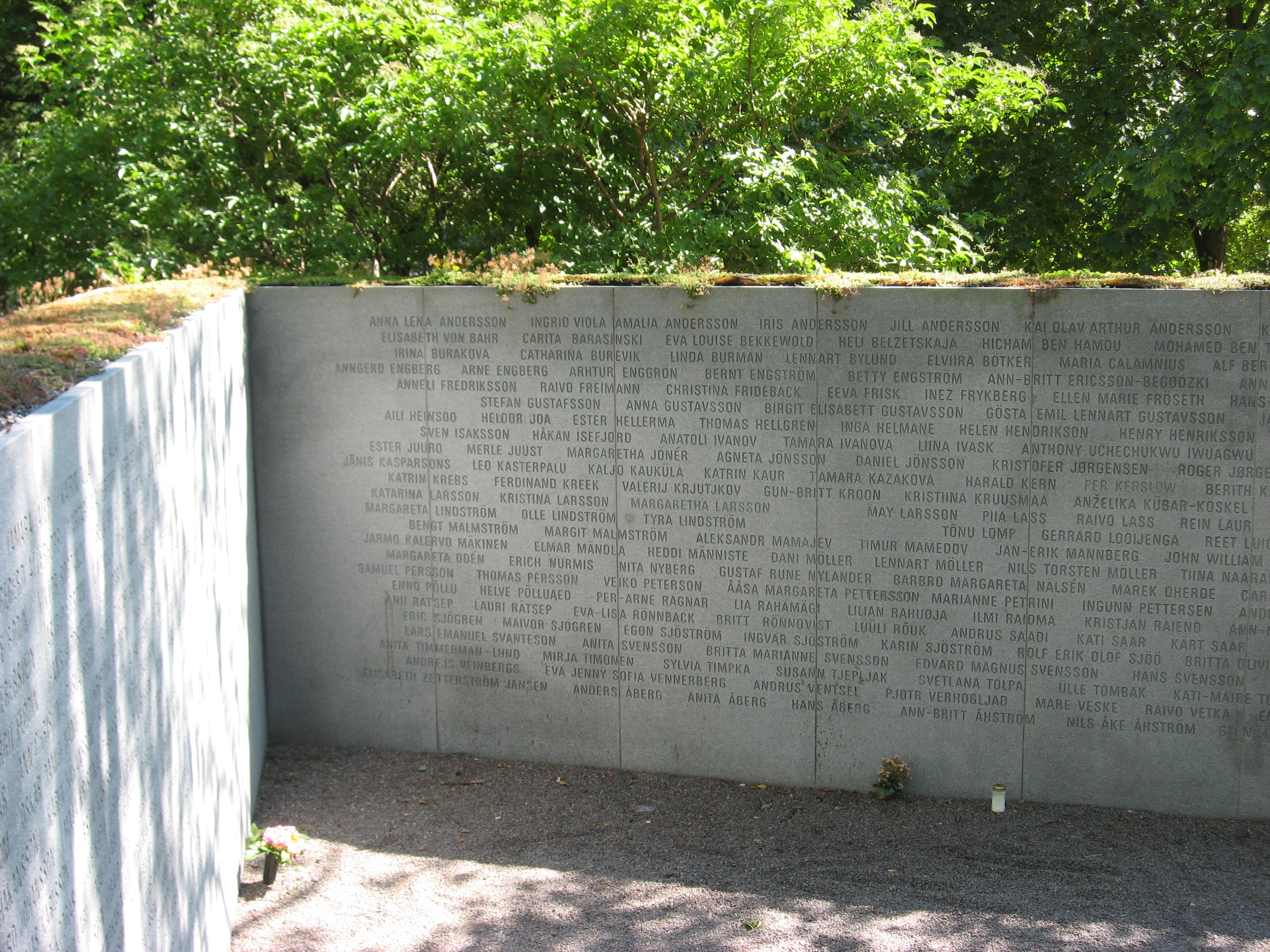
Blick in die Estonia-Gedenkstätte in Stockholm

#### Estonia-Gedenkkreuz beim Ersta-Krankenhaus
Hans Håkansson, der bei dem Estonia-Unglück seine Frau verlor, errichtete beim Ersta-Krankenhaus in Södermalm, einem Stadtteil von Stockholm, ein schlichtes Holzkreuz zum Gedenken an die Opfer des Unglücks. Dieses Holzkreuz wird von vielen Angehörigen der Ertrunkenen als authentische Estonia-Gedenkstätte angesehen, weil es von einem der Hinterbliebenen errichtet wurde. Sie besuchen dieses Holzkreuz an den Jahrestagen des Unglücks.

#### Estonia-Gedenkstätte in Stockholm-Djurgården
Die Estonia-Gedenkstätte Estoniaminnesvården befindet sich in Stockholm in Djurgården hinter der Brücke Djurgårdsbron an der Rückseite des Vasamuseums (Vasamuseet) und steht neben dem Friedhof Galärkyrkogården, der den Seeleuten gewidmet ist. Sie wurde von dem polnischen Künstler Mirosław Bałka (* 1958 in Warschau) entworfen, danach in Zusammenarbeit mit Landschaftsarchitekten realisiert und am 28. September 1997 eingeweiht. Der Weg, der am Vasamuseum entlangführt, dient als Zugang.
Das „Nationaldenkmal“ stellt den Bug eines Schiffes dar, das sich zur Meeresbucht Saltsjö hin öffnet.
Inmitten einer dreieckigen Kiesfläche mit jeweils 11 m Seitenlänge steht eine alte Ulme, deren Stamm dicht am Boden von einem Metallring umschlossen ist, auf dem die exakte Position des Wracks der Estonia eingraviert ist. Die Kiesfläche ist umschlossen von drei 2,50 m hohen Granitwänden, die den Blick auf die Meeresbucht Saltsjö freigeben. Die grauen Granitwände nennen auf der Innenseite die Namen fast aller Ertrunkenen in alphabetischer Reihenfolge. Zwischen den eingetragenen Namen bleiben einige Stellen leer, weil die Hinterbliebenen die Namenseintragung nicht erlaubten. Zuweilen liegen auf dem Boden Blumensträuße, die von Trauernden niedergelegt wurden.
Links neben der Estonia-Gedenkstätte befindet sich an der Treppe zum Friedhof Galärkyrkogården eine Gedenktafel in schwedischer Sprache.
Wegen der Estonia-Gedenkstätte Estoniaminnesvården gab es Kontroversen zwischen den Angehörigen und dem Staatlichen Kunstrat. Die Angehörigen beanstandeten, dass der Kunstrat sie nicht an den Entscheidungen beteiligte, den Entwurf eines Hinterbliebenen ablehnte und die Hinterbliebenen nicht zur Einweihungsfeier einlud. In diesen Kontroversen wurde deutlich, dass das Nationaldenkmal nicht für die Angehörigen, sondern für das schwedische Volk und für künftige Generationen errichtet worden war.
Mirosław Bałka hatte zunächst einen anderen Entwurf für die Gedenkstätte vorgelegt, bei dem die Namen der Ertrunkenen auf einem 0,92 m breiten und knapp 80 m langen weißen Zementweg eingetragen werden sollten, der in Djurgården von einem Anlegesteg der Meeresbucht Saltsjö zu einem Hügel hinaufführen und das ganze Jahr über die menschliche Körpertemperatur von 37 °C behalten sollte. Oben auf dem Hügel wollte Mirosław Bałka so wie auf einem Schiffsdeck zwei Stühle neben einen Schiffsschornstein stellen, aus dem man das Rauschen des Meeres hören könnte, da der 1,80 m hohe Schornstein durch eine unterirdische Röhre mit dem Meer verbunden werden sollte.
Dieser Entwurf wurde von den Angehörigen abgelehnt; sie hätten es als Zeichen der Verachtung empfunden, wenn die Besucher der Gedenkstätte die auf dem schmalen Weg eingravierten Namen der Ertrunkenen „mit Füßen treten“ würden.

## Briefmarke der Estnischen Post
Nach dem Estonia-Unglück gab die Estnische Post am 18. November 1994 die Überdruckmarke Michel Nr. 242 in einer Auflage von 102.050 Stück für den Hilfsfonds zugunsten der Hinterbliebenen des Unglücks heraus. Der Überdruck befindet sich auf der am 15. November 1994 ausgegebenen Briefmarke Michel Nr. 241 mit dem Bild der im Süden von Estland gelegenen Kirche von Urvaste (dt. Urbs) im Wert von 2,50 kr, die von Henno Arrak gestaltet wurde und die Inschrift trägt: „Urvaste Kirik. XIV Sajand EESTI 1994“. Der Überdruck nennt einen Zuschlag von 20 kr und den Überdrucktext: „Estonia laevahuku ohvrite fondi“ (dt. Estonia-Schiffswrackfonds).

## Rezeption

### Spielfilme, Serien und Dokumentationen
Der Untergang der Estonia war Gegenstand in mehreren filmischen Werken:
- Estonia (2023). Achtteilige Fernsehserie von Miikko Oikkonen.
- Der Spielfilm Baltic Storm (2003) beruht auf dem Buch Die Estonia: Tragödie eines Schiffsuntergangs der deutschen Journalistin Jutta Rabe.
- Spiegel TV Löcher im Stahl? Der Untergang der Estonia (2001)
- Im History Channel der BBC wurde die Dokumentation Sinking of the Estonia ausgestrahlt.
- Der Untergang der Estonia wurde in der dritten Folge der zweiten Staffel der britischen TV-Serie Zero Hour thematisiert.
- Das Unglück diente ferner als Vorbild für den Fernsehfilm Fähre in den Tod (1996, Sat.1), in der allerdings der Fokus mehr auf die nachfolgenden Untersuchungen und Verantwortlichkeiten gerichtet wurde.
- Im dritten Film der Serie Nord bei Nordwest – Estonia  (2016, ARD) bildet die Version von einer Sprengung des Bugvisiers den Hintergrund.
- Estonia – der Fund, der alles ändert (2020)[47]
- Estonia – Tragödie im Baltischen Meer (2022), Doku-Serie mit zwei Staffeln und insgesamt 7 Folgen

### Musik und Hörspiel
- Der estnische Komponist Veljo Tormis verarbeitete seine Eindrücke des Estonia-Unglücks in seinem Stück Incantatio maris aestuosi für achtstimmigen Männerchor, welches lateinische Übersetzungen aus Auszügen der Kalevala vertont. Die Texte nehmen dabei konkret Bezug auf die aufkommenden und wirbelnden Meeresstürme sowie auf die Bitten der Seemänner an die Götter, sie zu schützen und die Winde vergehen zu lassen.
- Der finnische Komponist Jaakko Mäntyjärvi widmete den Toten der Fährkatastrophe das 1997 geschriebene Chorwerk Canticum Calamitatis Maritimae.
- Die britische Band Marillion komponierte einen Song mit dem Titel „Estonia“, der zum Gedenken an das Unglück auf dem 1997 erschienenen Album This Strange Engine veröffentlicht wurde.
- Die deutsche Punkband Dackelblut verarbeitete die Ereignisse auf ihrem 1995 erschienenen Album Schützen und Fördern zu einem Lied mit dem Titel Der Koch von der Estonia.
- Das Hörspiel Der Untergang der MS Estonia von Jan Gaspard erschien 2008 als Folge 28 der Serie Offenbarung 23 und präsentiert eine Verschwörungstheorie, wonach die Estonia absichtlich versenkt wurde, um einen großangelegten Plutoniumschmuggel zu vereiteln. Dieser Ansatz wird auch in Folge 42 Die Illuminaten (2012) thematisiert.
- Der schwedische Sänger Nils Patrik Johansson behandelte das Estonia-Unglück auf seinem ersten Soloalbum Evil Deluxe (2018) im Lied Estonia. In diesem verwendete er auch Ausschnitte einer Funkaufzeichnung aus der Nacht des Unglücks.
- Der Dokumentarpodcast "The Secret History of the Estonia" (2023) vom Podcastlabel Crowd Network zeichnet das Estonia-Unglück und seine möglichen Ursachen nach.[48]

### Belletristik
- Die deutsche Autorin Anne von Canal verarbeitet das Unglück der Estonia in ihrem 2014 erschienenen Roman Der Grund.[49]
- Im 2014 veröffentlichten Krimi Aus eisiger Tiefe des Autoren-Duos Roman Voosen und Kerstin Signe Danielsson bildet der Untergang der Estonia den gemeinsamen Nenner für mehrere Morde im småländischen Växjö (Schweden).[50]